# Tamannaah Bhatia
Tamannaah Bhatia (pronunciaciónⓘ; Nacimiento 21 de diciembre de 1989) es una actriz india popular en las industrias cinematográficas en los idiomas tamil y telugu. También ha aparecido en algunas películas de Bollywood. Además de actuar, también participa en espectáculos teatrales y es una celebridad que destaca por realizar endorsement para marcas y productos.

## Biografía

### Primeros años
Tamannaah Bhatia nació el 21 de diciembre de 1989 en Bombay, Maharashtra, India, hija de Santosh y Rajni Bhatia. Tiene un hermano mayor llamado Anand. Su padre es comerciante de diamantes. Tamannaah es descendiente del pueblo sindhi. Cursó sus estudios básicos en la Escuela Maneckji Cooper de Bombay. Más adelante cambió su nombre artístico por razones numerológicas, variándolo ligeramente hasta decidirse por usar únicamente el nombre Tamannaah. Desde los 13 años ha formado parte del mundo de los medios, cuando fue descubierta en una función escolar y le ofrecieron formar parte del popular Teatro Prithvi por un año.

### Carrera
En 2005 hizo su debut en el cine de Bollywood con apenas quince años, apareciendo en la película Chand Sa Roshan Chehra. El mismo año hizo su debut en Tollywood con su participación en la película Sri, y un año después integró el reparto de la película tamil Kedi. En 2007 protagonizó dos dramas juveniles, Happy Days (telugu) y Kalloori (tamil).

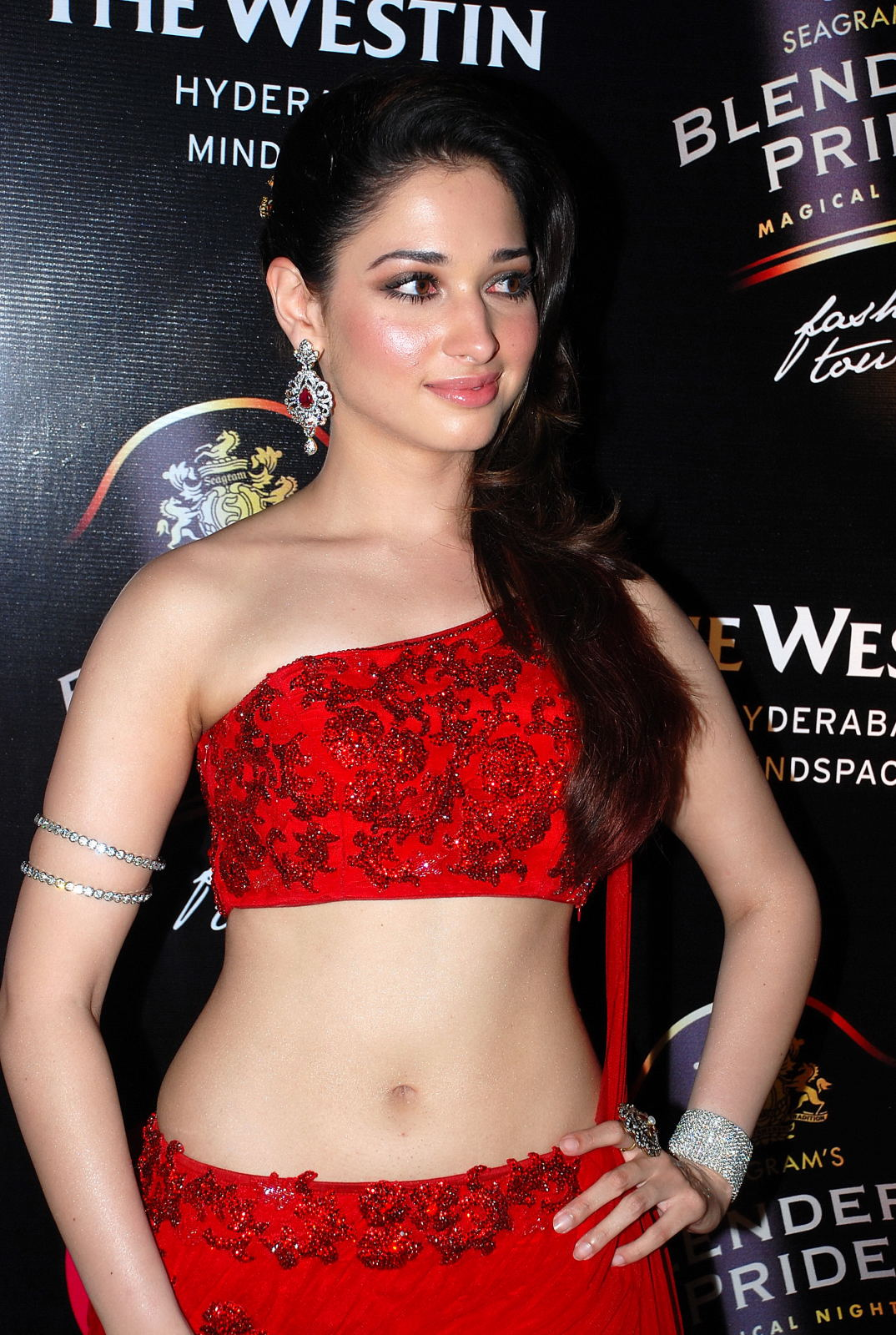
La actriz en 2011.

A partir de entonces empezó a ganar reconocimiento en el ambiente cinematográfico de la India. Proyectos notables en su filmografía incluyen las exitosas películas en tamil Ayan (2009), Paiyaa (2010), Siruthai (2011), Veeram (2014), Dharma Durai (2016), Devi (2016) y Sketch (2018). Entre sus películas para Tollywood se incluye el éxito de taquilla y crítica 100% Love (2011). Otras de sus películas incluyen Racha (2012), Thadaka (2013), Baahubali: The Beginning (2015), Bengal Tiger (2015), Oopiri (2016) y Baahubali 2: The Conclusion (2017). ASí se posicionó como una de las actrices contemporáneas más importantes del cine telugu y del cine tamil. Es una de las actrices mejor pagadas en el cine del sur de la India y ha actuado en cerca de 60 películas en tres idiomas diferentes.
Fue la primera actriz india que logró una nominación en los Premios Saturn en la categoría de mejor actriz de reparto. Además recibió el premio «Dayawati Modi» en 2017 y un doctorado honorario de la CIAC en asociación con la Universidad Internacional de KEISIE por sus contribuciones al cine de la India.

### Otras actividades
Tamannaah ha sido modelo de varias campañas publicitarias. Ha sido imagen de populares marcas como Celkon, Fanta y Chandrika Ayurvedic. Antes de ingresar en la industria cinematográfica actuó en comerciales en tamil para marcas como Shakthi Masala, Power Soap y Sun Direct. En 2014 posó para una campaña publicitaria de la organización PETA, alentando a los consumidores a comprar cosméticos que no hayan sido probados en animales. En marzo de 2015 firmó un contrato como la imagen del canal de televisión Zee Telugu.

## Filmografía
| Año  | Título                                | Papel(es)              | Idioma  | Notas                                              | Ref.          |
| ---- | ------------------------------------- | ---------------------- | ------- | -------------------------------------------------- | ------------- |
| 2005 | Chand Sa Roshan Chehra                | Jia Oberoi             | Hindi   |                                                    | [ 21 ] [ 22 ] |
| 2005 | Sri                                   | Sandhya                | Télugu  |                                                    | [ 23 ]        |
| 2006 | Kedi                                  | Priyanka               | Tamil   |                                                    | [ 24 ]        |
| 2007 | Viyabari                              | Savithri               | Tamil   |                                                    | [ 25 ]        |
| 2007 | Happy Days                            | Madhu                  | Telugu  |                                                    |               |
| 2007 | Kalloori                              | Shobhana               | Tamil   |                                                    | [ 26 ]        |
| 2008 | Kalidasu                              | Archana                | Télugu  |                                                    | [ 27 ]        |
| 2008 | Ready                                 | Swapna                 | Télugu  | Cameo                                              | [ 28 ] [ 29 ] |
| 2008 | Ninna Nedu Repu                       | Ella misma             | Télugu  | Cameo                                              | [ 29 ]        |
| 2008 | Netru Indru Naalai                    | Ella misma             | Tamil   | Cameo                                              | [ 29 ]        |
| 2009 | Padikkadavan                          | Gayathri               | Tamil   |                                                    | [ 30 ]        |
| 2009 | Konchem Ishtam Konchem Kashtam        | Geetha Subramanyam     | Télugu  |                                                    | [ 31 ]        |
| 2009 | Ayan                                  | Yamuna                 | Tamil   |                                                    | [ 32 ]        |
| 2009 | Ananda Thandavam                      | Madhumitha             | Tamil   |                                                    | [ 33 ]        |
| 2009 | Kanden Kadhalai                       | Anjali                 | Tamil   |                                                    | [ 34 ]        |
| 2010 | Paiyaa                                | Charulatha             | Tamil   |                                                    | [ 35 ]        |
| 2010 | Sura                                  | Poornima               | Tamil   |                                                    | [ 36 ]        |
| 2010 | Thillalangadi                         | Nisha                  | Tamil   |                                                    | [ 37 ]        |
| 2011 | Siruthai                              | Swetha                 | Tamil   |                                                    | [ 38 ]        |
| 2011 | Ko                                    | Ella misma             | Tamil   | Cameo en la canción "Aga Naga"                     | [ 39 ]        |
| 2011 | 100% Love                             | Mahalakshmi            | Télugu  |                                                    | [ 40 ]        |
| 2011 | Badrinath                             | Alakananda             | Télugu  |                                                    | [ 41 ]        |
| 2011 | Venghai                               | Radhika                | Tamil   |                                                    | [ 42 ]        |
| 2011 | Oosaravelli                           | Niharika               | Télugu  |                                                    | [ 43 ]        |
| 2012 | Racha                                 | Chaitra                | Télugu  |                                                    | [ 44 ]        |
| 2012 | Endukante... Premanta!                | Srinidhi / Sravanthi   | Télugu  |                                                    | [ 46 ]        |
| 2012 | Rebel                                 | Nandini                | Télugu  |                                                    | [ 47 ]        |
| 2012 | Cameraman Gangatho Rambabu            | Ganga                  | Télugu  |                                                    | [ 48 ]        |
| 2013 | Himmatwala                            | Rekha                  | Hindi   |                                                    | [ 49 ]        |
| 2013 | Tadakha                               | Pallavi                | Télugu  |                                                    | [ 50 ]        |
| 2014 | Veeram                                | Kopperundevi           | Tamil   |                                                    | [ 51 ]        |
| 2014 | Humshakals                            | Shanaya                | Hindi   |                                                    | [ 52 ]        |
| 2014 | Alludu Seenu                          | Ella misma             | Télugu  | Aparición especial en la canción "Labbar Bomma"    | [ 53 ]        |
| 2014 | Entertainment                         | Sakshi                 | Hindi   |                                                    | [ 54 ]        |
| 2014 | Aagadu                                | Saroja                 | Télugu  |                                                    | [ 55 ]        |
| 2015 | Nannbenda                             | Ella misma             | Tamil   | Cameo                                              | [ 56 ]        |
| 2015 | Baahubali: The Beginning              | Avanthika              | Télugu  |                                                    | [ 57 ]        |
| 2015 | Baahubali: The Beginning              | Avanthika              | Tamil   |                                                    | [ 57 ]        |
| 2015 | Vasuvum Saravananum Onna Padichavanga | Aishwarya Balakrishnan | Tamil   |                                                    | [ 58 ]        |
| 2015 | Size Zero                             | Ella misma             | Télugu  | Cameo                                              | [ 59 ]        |
| 2015 | Inji Iduppazhagi                      | Ella misma             | Tamil   | Cameo                                              | [ 59 ]        |
| 2015 | Bengal Tiger                          | Meera                  | Télugu  |                                                    | [ 60 ]        |
| 2016 | Speedunnodu                           | Ella misma             | Télugu  | Aparición especial en la canción "Bachelor Babu"   | [ 61 ]        |
| 2016 | Oopiri                                | Keerthi                | Télugu  |                                                    | [ 62 ]        |
| 2016 | Thozha                                | Keerthi                | Tamil   |                                                    | [ 62 ]        |
| 2016 | Dharma Durai                          | Subhashini             | Tamil   |                                                    | [ 63 ]        |
| 2016 | Jaguar                                | Ella misma             | Kannada | Aparición especial en la canción "Sampige Enne"    | [ 64 ]        |
| 2016 | Jaguar                                | Ella misma             | Télugu  | Aparición especial en la canción "Mandara Thailam" | [ 65 ]        |
| 2016 | Devi                                  | Devi / Ruby            | Tamil   |                                                    | [ 66 ]        |
| 2016 | Abhinetri                             | Devi / Ruby            | Télugu  |                                                    | [ 67 ]        |
| 2016 | Tutak Tutak Tutiya                    | Devi / Ruby            | Hindi   |                                                    | [ 68 ]        |
| 2016 | Kaththi Sandai                        | Divya (Bhanu)          | Tamil   |                                                    | [ 70 ]        |
| 2017 | Baahubali 2: The Conclusion           | Avanthika              | Télugu  |                                                    | [ 71 ]        |
| 2017 | Baahubali 2: The Conclusion           | Avanthika              | Tamil   |                                                    | [ 71 ]        |
| 2017 | Anbanavan Asaradhavan Adangadhavan    | Ramya                  | Tamil   |                                                    | [ 72 ]        |
| 2017 | Jai Lava Kusa                         | Ella misma             | Télugu  | Aparición especial en la canción "Swing Zara"      | [ 73 ]        |
| 2018 | Sketch                                | Amuthavalli            | Tamil   |                                                    | [ 74 ]        |
| 2018 | Aa Bb Kk                              | Tamanna                | Maratí  | Cameo                                              | [ 75 ]        |
| 2018 | Naa Nuvve                             | Meera                  | Télugu  |                                                    | [ 76 ]        |
| 2018 | Next Enti?                            | Tammy                  | Télugu  |                                                    | [ 77 ]        |
| 2018 | K.G.F: Chapter 1                      | Milky                  | Kannada | Aparición especial en la canción "Jokae Nannu"     | [ 78 ]        |
| 2019 | F2: Fun and Frustration               | Harika                 | Télugu  |                                                    | [ 79 ]        |
| 2019 | Kanne Kalaimaane                      | Bharathi               | Tamil   |                                                    | [ 80 ]        |
| 2019 | Devi 2                                | Devi                   | Tamil   |                                                    | [ 81 ]        |
| 2019 | Abhinetri 2                           | Devi                   | Télugu  |                                                    | [ 82 ]        |
| 2019 | Khamoshi                              | Surbhi                 | Hindi   |                                                    | [ 83 ]        |
| 2019 | Sye Raa Narasimha Reddy               | Lakshmi                | Télugu  |                                                    | [ 84 ]        |
| 2019 | Petromax                              | Meera                  | Tamil   |                                                    | [ 85 ]        |
| 2019 | Action                                | Diya                   | Tamil   |                                                    | [ 86 ]        |
| 2020 | Sarileru Neekevvaru                   | Ella misma             | Télugu  | Aparición especial en la canción "Daang Daang"     | [ 87 ]        |
| 2021 | Seetimaarr                            | Jwala Reddy            | Télugu  |                                                    | [ 88 ]        |
| 2021 | Maestro                               | Simran                 | Télugu  |                                                    | [ 89 ]        |
| 2021 | Plan A Plan B                         |                        | Hindi   |                                                    | [ 90 ]        |
| 2021 | F3                                    | Harika                 | Télugu  |                                                    | [ 91 ]        |
| 2021 | Gurthunda Seethakalam                 |                        | Télugu  |                                                    | [ 92 ]        |

### Cortometrajes
| Año  | Título                | Papel(es)                        | Idioma | Ref.   |
| ---- | --------------------- | -------------------------------- | ------ | ------ |
| 2016 | Ranveer Ching Returns | Interés amoroso de Ranveer Ching | Hindi  | [ 93 ] |